# Narc (videojuego)
Narc es un videojuego de arcade creado en 1988 por la empresa estadounidense Williams Electronics, y diseñado por Eugene Jarvis. Es un juego de acción que puede ser jugado por dos personas simultáneamente. El objetivo es arrestar y matar a traficantes de drogas, confiscar su dinero y drogas, y vencer a «Mr. Big».
Fue el primer videojuego de arcade en incorporar un procesador de 32-bit. Los gráficos están basados en imágenes digitalizadas, una técnica más tarde popularizada por la serie Mortal Kombat.
Programadas por David Leitch de Sales Curve Interactive y publicadas por Ocean Software, las versiones del juego para la ZX Spectrum y Amstrad CPC recibieron críticas generalmente positivas, incluyendo 9/10 de CRASH, 8/10 de Sinclair User y 72% de Your Sinclair. Sin embargo, Matt Bielby de Your Sinclair lo llamó «uno de los juegos de Speccy más objetables que he visto en años» y «repetitivo», y dijo que el argumento es «una absoluta tontería».
La versión de 1990 para la Nintendo Entertainment System (NES), publicada por Acclaim Entertainment y desarrollada por Rare, se presentó como «el primer videojuego para NES con un fuerte mensaje antidrogas».